# Litoral Nordeste (tiểu vùng)
Litoral Nordeste là một tiểu vùng thuộc bang Rio Grande do Norte, Brasil. Tiều vùng này có diện tích 2542 km², dân số năm 2007 là 75410 người.